# Bela beatriceae
Bela beatriceae é uma espécie de gastrópode do gênero Bela, pertencente a família Mangeliidae.